# Magarevo
Magarevo (macedónul: Магарево) település Észak-Macedóniában, a Pelagonijai körzet Bitolai járásában.

## Népesség
| Lakosok száma | 167  | 158  | 159  | 165  | 81   | 90   | 87   |
|               | 1948 | 1953 | 1961 | 1981 | 1991 | 1994 | 2002 |

2002-ben 87 lakosa volt, akik közül 62 macedón, 24 vlach, 1 egyéb.